# Seni Pramoj
Mom Rajawongse Seni Pramoj (26 tháng 5 năm 1905 - 28 tháng 7 năm 1997) (tiếng Thái: หม่อมราชวงศ์เสนีย์ ปราโมช; RTGS: Seni Pramot. Là một thành viên của Hoàng gia Thái Lan, ông là cháu nội của vua Rama II và là Thủ tướng thứ sáu của Thái Lan giai đoạn 1945-1946.

## Tiểu sử
Có cha là hoàng tử Khamrob và mẹ là Daeng (gia tộc Bunnag), ông đã theo học tại trường cao đẳng Trent ở Derbyshire trước khi nhận được bằng cử nhân luật học của trường đại học Worcester, Oxford. Sau đó ông tiếp tục việc học và nhận bằng đại học tại Grey's Inn, Luân Đôn. Sau khi trở về Thái Lan, ông học Luật Thái Lan, và sau sáu tháng làm thực tập sinh tại Toà án Tối cao, ông bắt đầu làm việc tại Toà án Dân sự. Sau đó, ông được chuyển sang Bộ Ngoại giao và năm 1940 được gửi sang Hoa Kỳ làm đại sứ Thái Lan.

### Phong trào Thái Lan tự do
Các lực lượng Nhật Bản đã xâm chiếm Thái Lan vào sáng ngày 8 tháng 12 năm 1941, ngay sau khi Hoa Kỳ tấn công tại Trân Châu Cảng, Hawaii. Thủ tướng Chính phủ, Đại tướng lĩnh vực Plaek Phibunsongkhram đã ra lệnh ngừng bắn vào buổi trưa, đưa ra lệnh ngừng bắn cho phép Nhật Bản sử dụng các cơ sở quân sự của Thái Lan trong cuộc xâm lăng Malaya và Miến Điện. Vào ngày 21 tháng 12, một liên minh quân sự chính thức với Nhật Bản đã kết thúc.
Chính phủ Phibun tuyên chiến với Anh và Hoa Kỳ vào ngày 25 tháng 1 năm 1942. Mặc dù đại sứ Thái ở London đã tuyên bố chiến tranh của Thái Lan với chính quyền Anh, Seni từ chối làm như vậy. Thay vào đó, ông đã xem xét tổ chức một phong trào kháng chiến tại Hoa Kỳ.
Sau cuộc phỏng vấn buổi sáng cuối cùng với thân tàu cordell vào ngày 8 tháng 12, Seni trở lại công tác của mình để trao đổi với nhân viên của mình. Đại sứ và nhân viên của ông đã nhất trí quyết định chia sẻ số phận của họ với các đồng minh. Chậm cùng một buổi chiều, ông trở lại Bộ Ngoại giao để cung cấp dịch vụ của mình cho các đồng minh nguyên nhân. Các nguyên tố Nhật Bản ủng hộ cho việc đầu hàng của người Thái, ông đã nói chuyện với Hull về việc giải phóng tài sản của người Thái ở Hoa Kỳ để truy tố thêm cuộc chiến và gợi ý rằng người Thái ở trong nước có thể "tổ chức và bảo vệ một chính phủ thực sự yêu nước, Yêu thương người Thái, trong khi chính phủ của ông ta đang ở trong tay của Nhật Bản. "
Bộ Ngoại giao quyết định hành động như thể Seni tiếp tục đại diện cho Thái Lan. Điều này cho phép anh ta khai thác tài sản Thái Lan đông lạnh. Khi được yêu cầu đưa ra danh sách "người Thái đáng tin cậy và có ảnh hưởng mà Bộ Ngoại giao yêu thích và chống Nhật" (theo gợi ý của John P. Davies), ông Seni là người nhiếp chính Pridi Phanomyong, các chính trị gia Khuang Aphaiwong và Wilat Osathanon, Và các nhà ngoại giao Phraya Sisena và Direk Jayanama là "những sự thay đổi".
Seni có kế hoạch huy động các tình nguyện viên Thái Lan để hỗ trợ cho đồng minh. Ngoài các nhân viên phục vụ và gia đình họ, hầu hết các cư dân Thái khác là sinh viên theo học tại các trường cao đẳng và đại học, bao gồm các trường như Harvard, Viện Công nghệ Massachusetts, và Cornell. Nhiều người đã chọn ở lại sau cuộc tuyên chiến của người Thái hồi tháng Giêng, và từ chối hồi hương. Phần lớn, như Seni, đã nhìn thấy đất nước của họ như là một nạn nhân của sự xâm lược của Nhật Bản.

### Những năm sau chiến tranh
Seni trở thành thủ tướng vào ngày 17 tháng 9 năm 1945, ngày ông trở về Bangkok. Tuy nhiên, ông đã tìm thấy vị trí của mình như là người đứng đầu của một nội các đóng gói với những người trung thành của Pridi khá khó chịu. Các chính trị gia dân chủ ở vùng Đông Bắc như Tiang Sirikhanth và những người mới đến ở Bangkok như Sanguan Tularaksa không phải là những người mà Seni quý tộc ưa thích. Họ lần lượt xem Seni là một học viên cấp cao, người hoàn toàn không liên lạc với những thực tế chính trị của Thái Lan. Pridi tiếp tục nắm giữ quyền lực đằng sau hậu trường như ông đã làm trong chính phủ Khuang. Sự hiện diện lẩn trốn của thống đốc và quyền lực bao trùm khiến Seni sành sỏi, mỏng manh, gây ra một sự hiếu chiến cá nhân, có thể gây ngộ độc chính trị sau chiến tranh ở Thái Lan.
Các anh em của Pramoj sau đó gia nhập đảng Dân chủ mới thành lập năm 1946, phần lớn do các nhà bảo thủ và những người phản động bảo thủ. Seni sẽ dành hai năm tiếp theo thực hiện một chiến dịch cá nhân chống lại Pridi. Hồi đầu năm, ông đã yêu cầu một cuộc điều tra về việc sử dụng 500.000 đô la Mỹ trong tài sản Thái Lan do chính phủ Hoa Kỳ thả lỏng mà ông đã chuyển sang cơ chế một cửa. Giả mạo số tiền này đã được chuyển sang cho chính khách cao cấp, ông than thở rằng "phần lớn số tiền này không được chi cho những gì nó dự định." Tuy nhiên, một ủy ban điều tra độc lập đã không tìm thấy sai lầm, kết luận rằng người Thái tự do đã "thực hiện tốt" và người dân Thái Lan "nợ họ rất nhiều". Kết quả là cựu Thủ tướng trông cực kỳ dại dột.
Seni sớm trả thù, tuy nhiên. Ngay sau cái chết của vua Ananda Mahidol, Seni và đảng của ông đã tấn công không ngừng các chính phủ và cáo buộc Pridi là người chịu trách nhiệm về vụ ám sát của nhà vua, mặc dù không có lý do gì đáng kể.
Tháng 11 năm 1947, Đảng Dân chủ đã hợp tác với các viên chức quân đội bất mãn để lật đổ chính phủ Thawan Thamrongnawasawat. Là một phần của thỏa thuận, Seni đã được trao tặng một danh mục đầu tư nội các trong Khang đảo cài đặt của Khuang.
Vào thứ ba, 14 Tháng 6 năm 1949, trong một bài thuyết trình trước Hội Siam Society, Seni van xin, "Tôi thuộc về những loài đặc biệt được gọi là những chính trị gia có thói quen không sửa được để cố gắng đạt được điều không thể". Từ đã nhận được rằng anh trai của ông và ông đã "nhận được một chút tiếng Anh bản dịch của một số giấy tờ công cộng của vua Mongkut và thư tín riêng... mà không thực sự đưa nó đến một thực hiện cuối cùng." Ông chọn để nói về nhà vua với tư cách là một nhà lập pháp, "bởi vì luật pháp là lĩnh vực tôi gần gũi hơn với bất kỳ ai khác." Seni cung cấp, "bằng chứng phong phú cho thấy rằng nhà vua là người dân chủ đầu tiên của nước ta" và trích dẫn từ một Đạo luật tuyên bố một cuộc bầu cử theo đó "bất kỳ người nào, mặc dù ông ta là một nô lệ, người được cho là có đầy đủ sở hữu Trí tuệ và kiềm chế để có thể đưa ra phán quyết rõ ràng và thỏa đáng theo đúng sự thật, công lý và pháp luật có thể được bầu làm thẩm phán. " Về cuốn tiểu thuyết Anna và Vua Xiêm La năm 1944 và bộ phim Hollywood cùng năm 1946 có cùng tiêu đề, Seni trích dẫn từ Acts và các quyết định của tòa án đưa ra lời nói dối cho tiểu thuyết.

### Những năm 1970
Seni trở lại làm công việc của mình với tư cách là luật sư, nhưng vẫn hoạt động trong Đảng Dân chủ trong thời kỳ cai trị quân sự. Ông phục vụ một thời gian ngắn làm thủ tướng từ ngày 15 tháng 2 đến ngày 13 tháng 3 năm 1975, khi ông bị đánh bại và thay thế bởi em trai ông, Rajawongse Kukrit Pramoj. Tuy nhiên, chính quyền của Kukrit chỉ kéo dài đến ngày 20 tháng 4 năm 1976, khi Seni giành lại chức vụ chính trị hàng đầu.
Thời hạn cuối cùng của Seni là thời điểm khủng hoảng trong nước. Phản ứng cánh tay chống lại những người biểu tình cánh tả đã lên tới cực điểm trong cuộc thảm sát ở Đại học Thammasat vào ngày 6 tháng 10 năm 1976, quân đội đã buộc ông ta ra khỏi nhiệm sở và đưa ra thủ tướng Tanin Kraivixien, thủ lĩnh cứng rắn.
Seni quyết định từ chức lãnh đạo đảng Dân chủ và rời khỏi chính trị vĩnh viễn. Ông làm luật sư cho đến khi nghỉ hưu.